# Uludağ Timsahlar
Gli Uludağ Timsahlar sono una squadra di football americano di Bursa, in Turchia, fondata nel 2012.

## Dettaglio stagioni

### Tornei nazionali

#### Campionato

##### 1. Lig
| Stagione | regular season | regular season | regular season | regular season | regular season | regular season | playoff | playoff | playoff | playoff | playoff | playoff   | playoff    |
|          | Vin            | Par            | Per            | Tot            | PF             | PS             | Vin     | Per     | Tot     | PF      | PS      | risultato | avversaria |
| -------- | -------------- | -------------- | -------------- | -------------- | -------------- | -------------- | ------- | ------- | ------- | ------- | ------- | --------- | ---------- |
| 2018     | 1              | 0              | 6              | 7              | 53             | 207            | -       | -       | -       | -       | -       | -         | -          |
| 2019     | 0              | 0              | 7              | 7              | 74             | 296            | -       | -       | -       | -       | -       | -         | -          |
| Totale   | 1              | 0              | 13             | 14             | 127            | 503            | -       | -       | -       | -       | -       |           |            |

Fonti: Enciclopedia del Football - A cura di Massimo Mezzetti

##### 2. Lig
| Stagione | regular season | regular season | regular season | regular season | regular season | regular season | playoff | playoff | playoff | playoff | playoff | playoff              | playoff             |
|          | Vin            | Par            | Per            | Tot            | PF             | PS             | Vin     | Per     | Tot     | PF      | PS      | risultato            | avversaria          |
| -------- | -------------- | -------------- | -------------- | -------------- | -------------- | -------------- | ------- | ------- | ------- | ------- | ------- | -------------------- | ------------------- |
| 2017     | 4+?            | 0+?            | 1+?            | 6              | 125+?          | 69+?           | 0       | 1       | 1       | 8       | 46      | Spareggio promozione | Anadolu Rangers     |
| 2022     | 2              | 0              | 2              | 4              | 98             | 70             | -       | -       | -       | -       | -       | -                    | -                   |
| 2023     | 1              | 0              | 2              | 3              | 42             | 42             | -       | -       | -       | -       | -       | -                    | -                   |
| 2024     | 3              | 0              | 1              | 4              | 56             | 56             | 0       | 1       | 1       | 6       | 19      | Semifinale           | Hacettepe Red Deers |
| Totale   | 10+?           | 0+?            | 6+?            | 17             | 321+?          | 237+?          | 0       | 2       | 2       | 14      | 65      |                      |                     |

Fonti: Enciclopedia del Football - A cura di Massimo Mezzetti

### Riepilogo fasi finali disputate
| Anno           | Luogo  | Evento | Fase del torneo      | Incontro                               | Risultato |
| 3 giugno 2017  |        | 2. Lig | Spareggio promozione | Anadolu Rangers - Uludağ Timsahlar     | 46 - 8    |
| 18 maggio 2024 | Ankara | 2. Lig | Semifinale           | Hacettepe Red Deers - Uludağ Timsahlar | 19 - 6    |